# Leporinus maculatus
Leporinus maculatus es una especie de pez de agua dulce del género Leporinus, de la familia Anostomidae. Se distribuye en aguas cálidas del nordeste de Sudamérica. Esta especie alcanza una longitud total de 18 cm en los machos y 20 en las hembras.

## Distribución y hábitat
Este pez se distribuye en el norte y nordeste de América del Sur, desde los drenajes atlánticos de las Guayanas hasta la cuenca del río São Francisco, en Brasil. 

## Taxonomía
Esta especie fue descrita originalmente en el año 1844 por los zoólogos alemanes Johannes Peter Müller y Franz Hermann Troschel.
Etimología
Leporinus viene de la palabra en latín lepus o leporis que significa 'conejo', en referencia a la semejanza de sus dientes con los del lagoformo. El término específico maculatus deriva de macula que significa 'mancha', en referencia a las motas que presenta su patrón de coloración.